# Montroydite
La montroydite est la forme minérale de l'oxyde de mercure(II) de formule HgO. C'est un minéral rare de mercure. Il a été décrit pour la première fois pour une occurrence dans le gisement de mercure de Terlingua au Texas et nommé d'après Montroyd Sharp qui était l'un des propriétaires du gisement.
La montroydite se trouve dans les gisements de mercure d'origine hydrothermale. Les minéraux associés comprennent : le mercure natif, le cinabre, le métacinabre, le calomel, l'eglestonite, la terlinguaïte, la mosesite (en), la kleinite, l'edgarbaileyite, le gypse, la calcite et la dolomite.